# Aspay
Aspay (llamada oficialmente San Cibrao de Aspai) es una parroquia y una aldea española del municipio de Otero de Rey, en la provincia de Lugo, Galicia.

## Otras denominaciones
La parroquia también es conocida por el nombre de San Cipriano de Aspai o por San Cipriano de Aspay.

## Organización territorial
La parroquia está formada por seis entidades de población, constando cinco de ellas en el nomenclátor del Instituto Nacional de Estadística español:

### Entidades de población
Entidades de población que forman parte de la parroquia:
- Aspay[9] (Aspai)
- Carballal (O Carballal)
- O Portelo
- Province
- Santa Comba

### Despoblado
Despoblado que forma parte de la parroquia:
- Laxe (A Laxe)

## Demografía

### Parroquia
| Gráfica de evolución demográfica de Aspay (parroquia) entre 2000 y 2020 |
|                                                                         |
| Datos según el nomenclátor publicado por el INE.                        |

### Aldea
| Gráfica de evolución demográfica de Aspay (aldea) entre 2000 y 2020 |
|                                                                     |
| Datos según el nomenclátor publicado por el INE.                    |